# Биполарни афективни поремећај
Манично-депресивна психоза или биполарни афективни поремећај (лат. psychosis affectiva bipolaris) је поремећај расположења карактерисан поновљеним епизодама повишеног расположења, повећане енергије и активности (манија или хипоманија) и депресије. Биполар је озбиљни здравствени поремећај са великим бројем оболелих, као и са високом стопом морталитета. Хроничан је и тежак поремећај када је реч о менталним поремећајима. Сматра се једним од већих здравствених проблема од јавног значаја из више разлога:
1. Високе превалентности депресије (која је најчешћи поремећај у општој популацији).
2. Тежине последица (у највећем броју случајева (67%) депресије али и маније (односно хипоманије) су рекурентне или хроничног тока.
3. По правилу увек штети интерперсоналним односима, социјалним контактима и професионалном функционисању.
4. Релативно често (код 10 до 15 процената пацијената са униполарном депресијом) се завршава суицидом (ако се на овај број дода и симптом униполарне маније па се добије чист биполар, ова бројка је готово дуплирана).
5. Неретко се јавља удружено са другим менталним поремећајима и телесним болестима и повећава укупни морбидитет и морталитет.

## Знаци и симптоми
Касна адолесценција и рано одрасло доба су године врхунца за појаву биполарног поремећаја. Стање се карактерише повременим епизодама маније и/или депресије, са одсуством симптома између. Током ових епизода, људи са биполарним поремећајем показују поремећаје у нормалном расположењу, психомоторној активности (ниво физичке активности на који утиче расположење) – нпр. стално врпољење током маније или успорени покрети током депресије—циркадијални ритам и спознаја. Манија се може манифестовати различитим нивоима поремећаја расположења, у распону од еуфорије, која је повезана са „класичном манијом“, до дисфорије и раздражљивости. Психотични симптоми као што су заблуде или халуцинације могу се јавити иу маничним и у депресивним епизодама; њихов садржај и природа су у складу са преовлађујућим расположењем особе.
Према критеријумима ДСМ-5, манија се разликује од хипоманије по дужини: хипоманија је присутна ако симптоми повишеног расположења трају најмање четири узастопна дана, док је манија присутна ако такви симптоми трају дуже од недељу дана. За разлику од маније, хипоманија није увек повезана са оштећеним функционисањем. Биолошки механизми одговорни за прелазак са маничне или хипоманичне епизоде на депресивну епизоду, или обрнуто, остају слабо схваћени.

### Манична епизода
Такође позната као манична епизода, манија је посебан период од најмање једне недеље повишеног или раздражљивог расположења, који може да варира од еуфорије до делиријума. Основни симптом маније укључује повећање енергије психомоторне активности. Манија се такође може манифестовати повећаним самопоштовањем или грандиозношћу, тркачким мислима, говором под притиском који је тешко прекинути, смањеном потребом за сном, дезинхибираним друштвеним понашањем, повећаним активностима усмереним на постизање циља и поремећеним расуђивањем, што може довести до испољавања понашања окарактерисана као импулсивна или високоризична, као што су хиперсексуалност или прекомерна потрошња. Да би се уклопили у дефиницију маничне епизоде, ова понашања морају нарушити способност појединца да се дружи или ради. Ако се не лечи, манична епизода обично траје три до шест месеци.
У тешким маничним епизодама, особа може да доживи психотичне симптоме, где на садржај мисли утиче и расположење. Они се могу осећати незаустављиво, или као да имају посебан однос са Богом, велику мисију коју треба да остваре, или друге грандиозне или обмањујуће идеје. Ово може довести до насилног понашања и, понекад, хоспитализације у стационарној психијатријској болници. Озбиљност маничних симптома може се измерити скалама оцењивања као што је скала за оцењивање младе маније, иако остају питања о поузданости ових скала.
Почетак маничне или депресивне епизоде често је наговештен поремећајем сна. Маничне особе често имају историју злоупотребе супстанци која се годинама развијала као облик „самолечења“.

### Хипоманична епизода
Хипоманија је блажи облик маније, који се дефинише као најмање четири дана истих критеријума као и манија, али који не изазива значајно смањење способности појединца да се дружи или ради, нема психотичне карактеристике као што су заблуде или халуцинације, и не захтева психијатријску хоспитализацију. Целокупно функционисање може заправо да се повећа током епизода хипоманије и неки сматрају да служи као одбрамбени механизам против депресије. Хипоманичне епизоде ретко напредују у пуне маничне епизоде. Неки људи који доживе хипоманију показују повећану креативност, док су други раздражљиви или показују лошу расуђивање.
Хипоманија се може осећати добро неким појединцима који је доживе, мада већина људи који доживе хипоманију наводе да је стрес због тог искуства веома болан. Људи са биполарним поремећајем који доживљавају хипоманију имају тенденцију да забораве ефекте својих акција на оне око себе. Чак и када породица и пријатељи препознају промене расположења, појединац ће често порицати да нешто није у реду. Ако нису праћене депресивним епизодама, хипоманичне епизоде се често не сматрају проблематичним осим ако су промене расположења неконтролисане или променљиве. Најчешће се симптоми настављају током периода од неколико недеља до неколико месеци.

### Депресивне епизоде
Симптоми депресивне фазе биполарног поремећаја укључују упорно осећање туге, раздражљивости или беса, губитак интересовања за активности у којима су претходно уживали, претерану или неприкладну кривицу, безнађе, спавање превише или недовољно, промене у апетиту и/или тежини, умор, проблеми са концентрацијом, гнушање према себи или осећај безвредности, и мисли о смрти или самоубиству. Иако су критеријуми ДСМ-5 за дијагнозу униполарних и биполарних епизода исти, неке клиничке карактеристике су чешће код ових других, укључујући повећан сан, изненадни почетак и повлачење симптома, значајно повећање или губитак тежине, и тешке епизоде након порођаја.
Што је раније доба почетка, већа је вероватноћа да ће првих неколико епизода бити депресивне. За већину људи са биполарним типовима 1 и 2, депресивне епизоде су много дуже од маничних или хипоманичних епизода. Пошто дијагноза биполарног поремећаја захтева маничне или хипоманичне епизоде, многим оболелим особама се у почетку погрешно дијагностикује тешка депресија и погрешно се лече прописаним антидепресивима.

### Мешане афективне епизоде
Код биполарног поремећаја, мешовито стање је епизода током које се симптоми и маније и депресије јављају истовремено. Појединци који доживљавају мешовито стање могу имати маничне симптоме као што су грандиозне мисли док истовремено доживљавају симптоме депресије као што су претерана кривица или суицидне мисли. Сматра се да имају већи ризик од самоубилачког понашања јер су депресивне емоције попут безнађа често упарене са променама расположења или потешкоћама са контролом импулса. Анксиозни поремећаји се чешће јављају као коморбидитет у мешовитим биполарним епизодама него код немешовите биполарне депресије или маније. Злоупотреба супстанци (укључујући алкохол) такође прати овај тренд, чиме се чини да биполарне симптоме осликава само као последицу злоупотребе супстанци.

### Коморбидни услови
Људи са биполарним поремећајем често имају и друга психијатријска стања као што су анксиозност (присутна код око 71% људи са биполарним поремећајем), употреба супстанци (56%), поремећаји личности (36%) и поремећај пажње и хиперактивност (10—20%) што може повећати терет болести и погоршати прогнозу. Одређена медицинска стања су такође чешћа код људи са биполарним поремећајем у поређењу са општом популацијом. Ово укључује повећану стопу метаболичког синдрома (присутан код 37% људи са биполарним поремећајем), мигренске главобоље (35%), гојазност (21%) и дијабетес типа 2 (14%). Ово доприноси ризику од смрти који је два пута већи код особа са биполарним поремећајем у поређењу са општом популацијом.
Злоупотреба супстанци је чест коморбидитет код биполарног поремећаја; тема је широко разматрана.

## Узроци
Узроци биполарног поремећаја вероватно варирају између појединаца и тачан механизам који лежи у основи поремећаја остаје нејасан. Верује се да генетски утицаји представљају 73–93% ризика од развоја поремећаја који указује на јаку наследну компоненту. Укупна херитабилност биполарног спектра процењена је на 0,71. Студије близанаца су биле ограничене релативно малим величинама узорака, али су указале на значајан генетски допринос, као и утицај животне средине. За биполарни I поремећај, стопа по којој ће идентични близанци (исти гени) обоје имати биполарни I поремећај (конкорданција) је око 40%, у поређењу са око 5% код братских близанаца. Комбинација биполарног I, II и циклотимије је на сличан начин произвела стопе од 42% и 11% (идентичан и једнојајчани близанци). Стопе биполарних II комбинација без биполарног I су ниже—биполарни 2 на 23 и 17%, а биполарни 2 у комбинацији са циклотимијом на 33 и 14%—што може одражавати релативно већу генетску хетерогеност.
Узрок биполарних поремећаја се преклапа са великим депресивним поремећајем. Када се дефинише подударност као близанци који имају или биполарни поремећај или велику депресију, онда се стопа подударности повећава на 67% код једнојајчаних близанаца и 19% код једнојајчаних близанаца. Релативно ниска подударност између братских близанаца одгојених заједно сугерише да су заједнички породични утицаји на животну средину ограничени, иако је могућност њиховог откривања ограничена малим узорцима.

### Средински утицаји
Психосоцијални фактори играју значајну улогу у развоју и току биполарног поремећаја, а индивидуалне психосоцијалне варијабле могу да утичу на генетске диспозиције. Недавни животни догађаји и међуљудски односи вероватно доприносе настанку и понављању епизода биполарног расположења, баш као и код униполарне депресије. У анкетама, 30–50% одраслих са дијагнозом биполарног поремећаја пријавило је трауматска/насилна искуства у детињству, што је повезано са ранијим почетком, већом стопом покушаја самоубиства и више пратећих поремећаја као што је посттрауматски стресни поремећај. Број пријављених стресних догађаја у детињству је већи код оних са дијагнозом биполарног спектра код одраслих него код оних без, посебно догађаја који потичу из суровог окружења, а не из самог понашања детета. Акутно, манија може бити изазвана недостатком сна код око 30% људи са биполарним поремећајем.

### Неуролошки утицаји
Ређе, биполарни поремећај или поремећај сличан биполарном поремећају се може јавити као резултат или у вези са неуролошким стањем или повредом, укључујући мождани удар, трауматску повреду мозга, ХИВ инфекцију, мултиплу склерозу, порфирију и ретко епилепсију темпоралног режња.

## Основне карактеристике
Према 10. ревизији Међународне класификације болести (МКБ-10) биполар је означен као Ф31, а разликује се више његових облика (Ф31.0 - Ф31.9). Биполар је ментални поремећај хроничног тока са погоршањима и ремисијама симптома, који могу и често доводе до социјалне и радне онеспособљености, што га чини болешћу од великог јавно-здравственог значаја, јер представља оптерећење како за породицу пацијента, тако и за друштвену заједницу (између осталог и у економском погледу). Светска здравствена организација (СЗО) означила је биполар као једну од десет најчешћих болести које доприносе укупном оптерећењу болести светске популације (The Global Burden of Disease).
У свету биполар погађа 24 милиона људи, а 7 до 1000 становника одрасле популације. Стопа инциденције у протеклих педесет година не показује значајне промене и износи 23 теже оболела на 10 000 становника. И поред тога што је инциденција ниска, преваленција је висока због хроницитета који карактерише саму болест. Биполар је болест која се лечи, а лечење је увек делотворније у почетној фази болести. Више од 50% особа оболелих од биполара не добија одговарајуће лечење и негу. У Србији, у периоду 2007-2010. године, учешће душевних поремећаја и поремећаја расположења у морбидитету регистрованом у примарној здравственој заштити код одраслог становништва (20 и више година старости) у укупном броју регистрованих дијагноза кретао се око 5%, да би 2011. године било забележено 6,2%. У 2011. години, у оквиру поменуте групе, регистровано је 31.149 Дг подгрупе биполар, са психотичним епизодама, са тешком депресивном ремисијом уз психотичност (F31.0-F31.9) или 5,4 Дг на 1000 одраслих становника.
Карактерише се понављаним епизода маније и депресије и рањивошћу током целог живота. Често су присутни субсиндромални симптоми, као и јасно изражене епизоде маније и депресије (абнормално повишено и снижено расположење). Њихова учесталост и интензитет варирају.

## Основни принципи лечења

### Ток и прогноза лечења
Биполар је пре свега поремећај расположења, а оно може бити нормално, снижено или повишено. Здрава особа доживљава различите варијанте расположења, али има свест о његовој контроли. Поремећај расположења се карактерише губитком осећаја за контролу расположења и субјективним доживљајем велике патње. Понекад изазов представља одвајање варијације расположења индивидуе у односу на поремећаје расположења. Пацијенти са поремећајима расположења су свесни да су њихове варијације расположења значајно интензивније у односу на уобичајене, нормалне варијације. Оно што треба клиничарима да помогне у дефинисању поремећаја је концепт континуума. Стопе обољења сличне су код мушкараца и жена, али поремећај почиње просечно 5 година раније код особа мушког пола.
Биполар најчешће почиње постепено. Јављању маничних симптома често претходи продромални период, који се одликује повишеним расположењем – подразумева експанзивност, бујицу идеја, смањено спавање, повећано самопоуздање и грандиозност, као и депресивним расположењем – особе показују видан пад енергије и интереса, осећање кривице, губитка апетита, мисли о смрти или суициду. Као додатак симптоми који су индикатори биполара су: промена у степену активности, промена у когнитивним капацитетима и низ вегетативних функција.
Акутна фаза одликована је великом депресивном и великом маничном епизодом.
Афективни поремећај има своје две форме-депресивну и маничну. И поред најбоље воље да се одвоје различите форме афективних поремећаја које се срећу у пракси од оних које се срећу готово само у теорији, најразумнији приступ био је да се манија и депресија одреде као екстреми супротних поларитета једног поремећаја.

#### Депресивна епизода
| Расположење                     |
| Осећај кривице                  |
| Суицидалност                    |
| Инсомнија (рана, средња, касна) |
| Успореност (психомоторна)       |
| Узнемиреност                    |
| Прихватање проблема             |
| Хипохондрија                    |
| Генитални симптоми              |
| Соматски симптоми               |

Дијагностика депресивне фазе врши се помоћу многих скала за мерење депресије. Изнад представљена је МАДРС Скала – верзија од 10 питања, изузетно корисна и препоручена, практикована и преферирана скала поред МАДРС је ХДРС скала. Оцене се дају на основу изражености, присутности депресивне симптоматологије.

### Манична епизода
Психодинамичари дефинишу манију као психолошку одбрану од депресије, то јест, као супротност осећаја потпуног ништавила и безнадежности које ствара депресија. Особа од тог стања побегне у стање маније. Постоје скале и за мерење присутности маније, једна од којих је и МКС:
Р+ Представља повишено расположење пацијента, које се често и преноси на друге, повишено расположење често прати и повишена иритабилност.
ЕР Представља еуфорију у нечијем расположењу и често се као и повишено расположење преноси „инфективно“ на друге.
ПР Представља преношење расположења, често се дешава да неискусан клиничар управо због феномена преноса доброг расположења негира постојање болести.
ИР Представља иритабилно расположење оно је присутно поготово када су експанзивни планови и идеје осујећености. Често се дешава да пацијент развије еуфорију која се у каснијој фази развија у иритабилност.
АР Представља адиктивно расположење, није реткост да манични пацијенти имају склоност ка злоупотреби алкохола (вероватно у покушају самомедикације).
КР Представља комуникативно расположење, често се у манији јавља период у ком се пацијент осећа као да има надјачавајућу потребу да прича са неким, па ће често ако успе да се домогне телефона да прича са блиском особом сатима.
ОР Представља опсесивно (преокупирајуће) расположење: патолошко коцкање, свлачење на јавном месту, гардероба и накит сјајних боја и невероватне комбинације, као и потпуни недостатак пажње за ситне детаље (заборављају да прекину телефонску линију или да угасе ринглу и сл.) су такође симптоми, додатно оптерећеност религијом, политиком, финансијама, сексуалним или прогањајућим идејама које могу да уграде у свој суманути систем.
П- Представља снижено расположење, дешава се када су пацијенти регресивни, па није реткост да се сретнемо са пацијентима који имају склоност ка игрању са својим урином или фецесом. Ипак овакви случајеви најчешће нису предмет обраде доктора, већ клиничара другог или трећег рефералног нивоа.

## Евалуација у појединим фазама лечења
|                                  | Област | Прва епизода                                                                          | Акутна фаза                                                                           | Стабилна фаза                                                              |
| Психопатологија                  | Позитивни симптоми | Иницијално                                                                            | Иницијално, потом током праћења зависно од стања пацијента                            | Најмање једном у три месеца за адхерентне пацијенте, чешће за неадхерентне |
|                                  | Негативни симптоми |                                                                                       |                                                                                       |                                                                            |
|                                  | Дезорганизација |                                                                                       |                                                                                       |                                                                            |
|                                  | Расположење |                                                                                       |                                                                                       |                                                                            |
|                                  | Суицидалност, агресивност, импулсивност |                                                                                       |                                                                                       |                                                                            |
| Ниво функционисања               | Социјални контакти Услови живота Професионално функционисање                                                                                   | Иницијално                                                                            | Иницијално                                                                            | Свака три месеца                                                           |
| Употреба ПАС                     | Анамнестички Токсикологија | Иницијално                                                                            | Иницијално                                                                            | Када је клинички индиковано                                                |
| Когнитивно функционисање         | Неуропсихолошки тестови | Иницијално                                                                            | Када је клинички индиковано                                                           | Када је клинички индиковано                                                |
| Генетски фактори                 | Подаци о хередитарном оптерећењу | Иницијално                                                                            |                                                                                       | Годишње                                                                    |
| Структурне абнормалности ЦНС-а   | CT или МRI | Иницијално                                                                            | Када је клинички индиковано                                                           | Када је клинички индиковано                                                |
| Лабораторијска испитивања        | ККС, СЕ, ШУК, функција јетре и бубрега, функција штитне жлезде, за жене у генеративном периоду βHCG                                            | Иницијално                                                                            | Иницијално                                                                            | Када је клинички индиковано                                                |
| Инфективне болести               | Хепатитис, ХИВ, Серолошке пробе за луес | Иницијално                                                                            | Када је клинички индиковано                                                           | Када је клинички индиковано                                                |
|                                  | |                                                                                       |                                                                                       |                                                                            |
| Кардиоваскуларни систем          | Витални параметри, ЕКГ | Иницијално и уз промену лека                                                          | Иницијално и уз промену лека                                                          | Када је клинички индиковано                                                |
| Екстрапирамидни симптоми и знаци | Дистоније Дискинезије Паркинсонизам Акатизија                                                                                                  | Иницијално, пре увођења АП, пре замене АП, или уколико се мења доза АП једном недељно | Иницијално, пре увођења АП, пре замене АП, или уколико се мења доза АП једном недељно | Свака три месеца и чешће за пацијенте са већим ризиком                     |
| Телесна тежина                   | БМИ, обим струка | Иницијално, пре увођења новог АП, потом месечно првих 6 месеци                        | Иницијално, пре увођења новог АП, потом месечно првих 6 месеци                        | Свака три месеца                                                           |
| Метаболизам глукозе              | ШУК, ХбА1ц | Иницијално, пре увођења новог АП                                                      |                                                                                       | Једном годишње, чешће у случају пораста ТТ                                 |
| Метаболизам масти                | Липидни статус | Иницијално, пре увођења новог АП, потом након 12 недеља, потом годишње                | Иницијално, пре увођења новог АП, потом након 12 недеља, потом годишње                | Једном годишње, раније у случају пораста ТТ                                |
| Сексуална/ендокрина функција     | Анамнестички - Жене: менструација, либидо, галактореја Мушкарци: либидо, еректилна и ејакулаторна функција Ниво ПРЛ ако је индиковано клинички | Иницијално                                                                            | Након увођења новог АП месечно током 3 месеца                                         | Годишње                                                                    |

Табела 2. Евалуација у појединим фазама лечења                       АП – антипсихотици; ПРЛ - пролактин

## Хоспитализација
Главни разлози за болничко лечење биполарних пацијената су следећи:
1. Безбедност пацијента, односно суицидалност.
2. Дијагностичка евалуација (поготово када су у питању коморбидни поремећаји, психијатријски или телесни).
3. Брзо погоршавање стања или тежина клиничке слике (суицидална идеација, психотични симптоми).
4. Немогућност пацијента да функционише у својој средини.
5. Нагли губитак социјалне подршке.
6. Тешка социјално-егзистенцијална стања.

### Фармакотерапија биполара код одраслих
Антипсихотици су лекови избора у третману биполара још од 50-их година XX века. Препорука је да се што пре започне са њиховом применом, најмање из два разлога. Прво, одлагање третмана удружено је са дистресом, а друго дужина трајања нелечене психозе директно утиче на исход третмана. Поред тога што су веома корисни у третману акутне епизоде, антипсихотици имају значајну улогу у терапији одржавања јер превенирају релапс, било да се користе у пероралној или дугоделујућој („депо“) форми.
Антидепресиви (АД) су лекови првог избора у терапији: умерене и тешке епизоде депресије код одраслих без обзира на присуство спољашњих фактора; субсиндромске депресије која траје две године или дуже (дистимија); благе депресивне епизоде одраслих – краткотрајан третман, и то посебно у случајевима када постоји претходна историја епизода депресије умереног или тешког интензитета или када је трајање депресије дуже од 2-3 месеца.
Пошто је биполар сложена болест душе и тела, први и најважнији корак је придобити болесника да започне са узимањем адекватне антипсихотичне терапије. Нажалост, неретко се са лечењем не започиње благовремено, између осталог због природе болести и недостатка увида у болест. Што пре се започне са применом антипсихотика, вероватноћа повољног терапијског одговора и заустављања биполарног процеса је већа. Због тога су у многим земљама актуелни пројекти који су усмерени на рано откривање и лечење биполара, као што је то, на пример, ТИПС (Early Treatment and Identification of Psychosis Study) у Норвешкој.
Табела 3. Избор иницијалног третмана
| Карактеристике пацијента                                          | Антипсихотици II генерације             | Клозапин | Антипсихотици I генерације | Дугоделујући антипсихотици |
| Прва епизода                                                      | Да                                      | /        | /                          | Да                         |
| Суицидне мисли или понашање                                       | /                                       | Да       | /                          | Да                         |
| Хостилност или агресивно понашање                                 | /                                       | Да       | /                          | Да                         |
| Податак о појави ЕПС током претходне примене АП                   | Да, изузев рисперидона                  | /        | /                          | /                          |
| Тардивна дискинезија                                              | Да                                      | Да       | /                          | /                          |
| Податак о хиперпролактинемији током претходне примене АП          | Да, изузев рисперидона или палиперидона | /        | /                          | /                          |
| Податак о појави метаболичког синдрома током претходне примене АП | Сви изузев оланзапина                   | /        | /                          | /                          |

### Ургентно збрињавање биполара
При првом прегледу неопходно је:
- обратити пажњу на физички изглед пацијента, његово понашање, психомоторну активност, стање свести, афекат, увид и критичност;
- имати у виду да пацијенти могу реаговати одбрамбено (нападом) приликом физикалног прегледа
- проценити ризик од ауто- и хетеро-агресивног понашања;
- урадити оријентациону диференцијално-дијагностичку процену (нпр. органски узрок, стање интоксикације, ментални поремећај и сл.);
- обратити пажњу на непосредно окружење – потенцијално оружје, предмете којима пацијент може да повреди себе или друге;
- обезбедити адекватну удаљеност између пацијента и излаза из просторије (2 до 3 пута већа удаљеност од уобичајене када су у питању параноидни или агитовани пацијенти);
- проценити ризик од агресивног понашања: анамнестички податак о насилном (агресивном) понашању у прошлости, уз напомену да злоупотреба или зависност од психоактивних супстанци (ПАС) 30 пута повећавају ризик од агресивног понашања, док антисоцијални поремећај личности у коморбидитету са злоупотребом или зависношћу од ПАС повећава ризик 100 пута у односу на општу популацију;
- обратити се пацијенту мирним тоном ради успостављања контакта, уз пажљиво слушање тегоба на физичкој удаљености од бар 2 метра;
- уколико је неопходно, препоручује се примена фармаколошког третмана и/или физичког спутавања;
- обезбедити опремљеност ампуларном и пероралном терапијом потребних психофармака и средствима за фиксацију
- имати у виду да је могућа парадоксална реакција на анксиолитике (агитација!) код 5% пацијената;
- водити рачуна о форензичким аспектима прехоспиталног збрињавања хитних стања у психијатрији.

## Превенција
Покушаји превенције биполарног поремећаја фокусирали су се на стрес (као што су невоље у детињству или веома конфликтне породице) који, иако није дијагностички специфичан узрочник биполарног поремећаја, доводи генетски и биолошки угрожене појединце у ризик од тежег тока болести. Лонгитудиналне студије су показале да потпуним маничним стадијумима често претходе различите продромалне клиничке карактеристике, пружајући подршку настанку ризичних стања поремећаја када рана интервенција може спречити његов даљи развој и/или побољшати његов исход. 